# Ciro Terranova

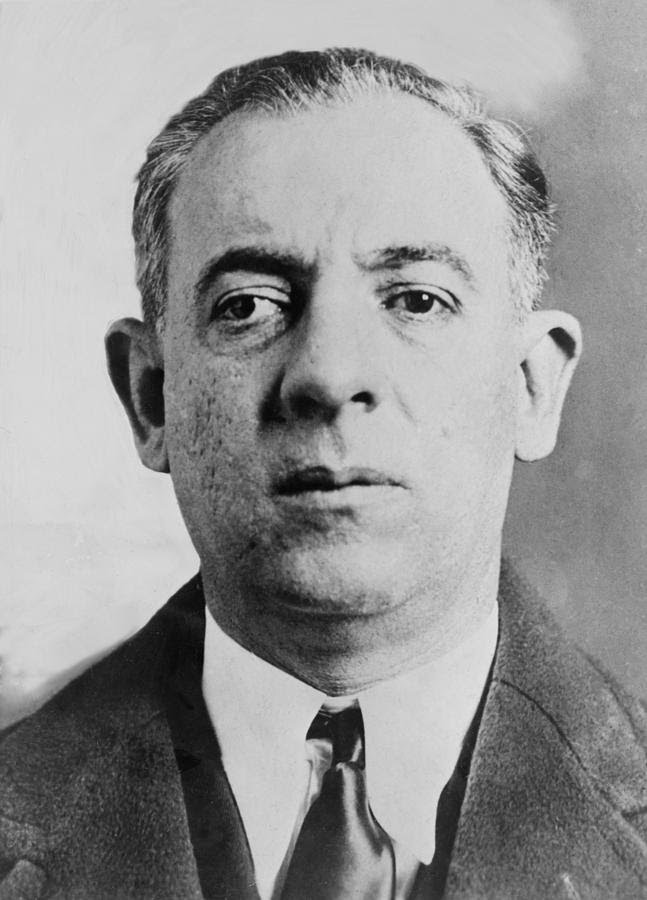
Ciro Terranova (1930)

Ciro Terranova (ur. 1881?, zm. 1938) – gangster, czołowa postać nowojorskiej przestępczej rodziny Morello, która przybyła do Nowego Jorku pod koniec XIX wieku.

## Życiorys
Po śmierci Petera Morello w 1930 w trakcie wojny Castellammarese objął stanowisko przywódcy gangu, choć według innych gangsterów nie nadawał się do roli bossa rodziny mafijnej. Szczególną pogardę wobec Terranovy wykazywał Lucky Luciano, gdyż w kluczowym momencie wojny Castellammarese, zamachu na Joego Masserię, Terranova spanikował. Wówczas Terranova miał prowadzić samochód, którym mieli uciec zabójcy Joego Bossa, ale był tak zdenerwowany, że nie potrafił uruchomić pojazdu. Bugsy Siegel pogardliwie zepchnął go na tylne siedzenie i sam kierował samochodem.
Zmarł z przyczyn naturalnych. Powszechnie nie był poważnie traktowany przez znanych tuzów świata przestępczego, którzy uważali go za mięczaka niepotrafiącego walczyć o swoje.